# Tomczak (sobrenome)
Tomczak:
- Jacek Tomczak (* 1973, Poznań), um político da Polónia
- Maciej Tomczak (* 1977), esgrimista polonês
- Michael "Mike" (John) Tomczak (* 1962, Calumet City), um jogador profissional de futebol, e treinador estadunidense